# Кона (Мали)
Кона (фр. Konna) — город и сельская коммуна в области Мопти, Мали. Расположен в 60 км к северо-востоку от города Мопти, на краю поймы реки Нигер, к северу от автомобильной дороги RN16. Площадь коммуны составляет 838 км² и включает помимо города Кона ещё 24 деревни. По данным переписи 2009 года население коммуны составляет 36 767 человек.

## Битва за Кону
В январе 2013 года город оказался в эпицентре противостояния исламистов и правительственных сил, поддерживаемых Францией. 10 января город заняли бойцы группировки Ансар ад-Дин. 11 января в районе города погиб французский пилот. В результате боёв боевики были вынуждены оставить город.